# Центральная минеральная баня
Центральная минеральная баня (болг. Централна минерална баня) — здание в центре Софии, столицы Болгарии, в районе, известном своими минеральными источниками. Оно было построено в начале XX века рядом с бывшей турецкой баней, впоследствии разрушенной, и функционировало в качестве городской общественной бани до 1986 года.
Общественные бани существуют в Софии как минимум с XVI века. Во время своего посещения Софии в 1553—1555 годах богемский путешественник Ганс Дерншвам отметил наличие в городе одной большой бани и двух поменьше. Дерншвам описал их следующим образом:
Бани расположены на площади; перед входом находится большое четырёхугольное здание с круглым куполом в греческом стиле наверху, похожее на римский Пантеон. Оно богато отделано белым мрамором … Большие водоводы, по которым вода поступает в бани, сделаны из гончарной глины. Каждая трубка имеет длину примерно в один венский локоть, а отдельные трубки проходят друг через друга. Они оштукатурены также как те, которые я видел в Зибенбюргене (Трансильвания), в старых зданиях в Торенбурге (Турда).
Ныне сохранившееся здание Центральной минеральной бани было построено в стиле Венского сецессиона, но с использованием типичных болгарских, византийских и восточно-православных декоративных элементов, по проекту архитекторов Петко Момчилова и Фридриха Грюнангера, разработанному в 1904—1905 годах и одобренному 30 января 1906 года. Раннее уже были отклонены проекты австрийского (в 1889 году) и французского архитекторов (в 1901 году). Первый и основной этап строительных работ был завершён в 1908 году, после чего болгарская компания возвела для бани крышу и трубопровод для доставки минеральных вод. Центральная минеральная баня открылась 13 мая 1913 года, но окончательно работы в ней были закончены спустя два года. Перед баней также был разбит сад. Авторами отделки здания из керамической майолики стали художники Харалампи Тачев и Ст. Димитров.
Северная часть здания была повреждена в результате бомбардировки Софии во время Второй мировой войны, но была восстановлена несколько лет спустя. Общественная баня работала до 1986 года, когда здание было закрыто из-за плохого состояния и опасности обрушения крыши. Впоследствии оно было частично реконструировано и тщательно очищено. С сентября 2015 года в здании бывшей Центральной минеральной бани размещается Софийский областной исторический музей.

## Дополнительные источники
- Kiradzhiev, Svetlin. Sofia 125 Years Capital 1879-2004 Chronicle :  [болг.]. — Sofia : IK Gutenberg, 2006. — P. 97, 103. — ISBN 954-617-011-9.
- Stoilova, Ljubinka; Iokimov, Petar. The Sofia's mineral baths", In: Arhitektura (Architecture), journal of the Union of Architects in Bulgaria, 1998/No.6, pp. 42–45 (болг.).
- Официальный сайт Софийского областного исторического музея